# François-Dominique Blin
Pour les articles homonymes, voir Blin.
François-Dominique Blin, né à Cucq, est un acteur français.

## Biographie

### Enfance, premières activités
François-Dominique Blin naît à Cucq et grandit à Groffliers dans le Pas-de-Calais. C’est au collège de Berck et à l’âge de 13 ans qu’il découvre l’art dramatique, grâce à l’une de ses professeurs. Amateur de sport, il intègre la faculté des sciences du sport (STAPS) de Lille. Il travaille dans le développement et l’événementiel sportif pendant plusieurs années, avant de partir en Bretagne où il intègre l’Ecole Nationale de Voile et devient skipper,. En 2004, il s’installe à Marseille, travaille en tant qu’agent immobilier, avant de rejoindre une entreprise de construction de maison.

### Carrière de comédien
À 37 ans, il revient au théâtre au sein de la Cité Maison de théâtre à Marseille et suit des cours sous la direction de Gilles Le Moher,. En 2012 il intègre la compagnie L'individu, dirigée par l’auteur et metteur en scène Charles-Eric Petit avec qui il travaille toujours aujourd'hui. Parallèlement, il rencontre Michaël Dufour qui le choisit pour jouer dans la pièce « Faites l’amour avec un Belge » qui tournera en France sur les scènes de cafés théâtre durant trois ans,. Après ces premières expériences sur les planches, ainsi qu'une incursion dans la lecture radiophonique, il s'essaie à l'image et joue dans quelques court-métrages. Par la suite il apparait dans plusieurs films sortis au cinéma : La prochaine fois je viserai le cœur, La Dame dans l'auto avec des lunettes et un fusil, Messe Basse, ainsi que des téléfilms et séries : Tandem, Candice Renoir, Un si grand soleil, ou encore Ils étaient dix.

## Filmographie

### Cinéma

#### Longs métrages
- 2013 : La vraie vie des profs de Emmanuel Klotz et Albert Pereira-Lazaro : Marc-Antoine
- 2014 : La prochaine fois je viserai le cœur de Cédric Anger : Niel
- 2015 : La dame dans l'auto avec des lunettes et un fusil de Joann Sfar : Le routier du relais
- 2015 : Arrêtez-moi là de Gilles Bannier : Policier civil
- 2016 : Un homme à la hauteur de Laurent Tirard : Sébastien
- 2020 : Messe basse de Baptiste Drapeau : Victor
- 2023 : L'Île rouge de Robin Campillo

#### Courts métrages
- 2013 : Les statues de Xavier Delagnes
- 2016 : Une fleur à l'horizon de Matthieu Wassik
- 2017 : Ne vois-tu rien venir de Nicolas Suzanne : Lino
- 2018 : Tagada de Matthieu Wassik
- 2019 : Immersion de Maxime Flourac
- 2021 : Veni Vidi Vici de Maxime Flourac : Jules César
- 2022 : Pin Pon de Baptiste Drapeau : Le chef des pompiers

### Télévision
- 2013-2017 : Plus belle la vie (série) : Père Alexandre
- 2014 : Section de recherches (série) : L'adjudant BT
- 2016-2022 : Tandem (série) : Franck Marvaud, le légiste
- 2015 : J'ai épousé un inconnu (téléfilm) de Serge Meynard : Vincent Berger
- 2015-2016 : Caïn (série) : Franck Carsenti
- 2016 : Crimes à Martigues (téléfilm) de Claude-Michel Rome : Simon Chastaing
- 2017 : Contact (série) : Mathieu Pinget
- 2017 : La stagiaire (série) : Davout
- 2017 : Capitaine Marleau (série), épisode À ciel ouvert : Isidore
- 2017 : Candice Renoir (série) : Franck Davenne
- 2017 : Joséphine, ange gardien (série), épisode Tes qi toi? : Sébastien Baccarelli
- 2018 : Jusqu'à ce que la mort nous unisse (téléfilm) de Delphine Lemoine : Pierre
- 2018 : Meurtres dans le Morvan (téléfilm) de Simon Astier : Patrick Ducastel
- 2019 : Une mort sans importance (téléfilm) de Christian Bonnet : Lieutenant Valentini
- 2019 : Un si grand soleil (série) : Yannick Chastain
- 2019 : Prise au piège (série) : Lucas Adam
- 2020 : The Decision (téléfilm) de Sven Fehrensen : Le directeur
- 2020 : Ils étaient dix (mini-série) de Pascal Laugier : Lieutenant Alex Teury
- 2021 : Mortelles calanques (téléfilm) de Claude-Michel Rome : Etienne/Pierre Chalier
- 2021 : Les Pennac (série) : Maître Morvan
- 2021 : Plan B (série) : Fabrice Navien
- 2021 : On efface pas les souvenirs (téléfilm) de Adeline Darraux : Bixente
- Depuis 2022 : Ici tout commence (série) : Philippe Teyssier
- 2022 : Alex Hugo (série), épisode Les indomptés : Roland Meyer
- 2022 : Les invisibles (série), saison 2 : Simon Verdier
- 2024 : Un soupçon de Philippe Dajoux : Cyrille Lasalle
- 2024 : Tout cela je te le donnerai, série de Nicolas Guicheteau : Guillaume Soubeyrand
- 2024 : Mercato, série de David Hourrègue : Marc Dujol
- 2025 : La Disparue de Compostelle, série de Floriane Crépin : Guy Toussain

## Théâtre
- 2012-2015 : Faites l'amour avec un belge, de Michaël Dufour, tournée en France
- 2014-2015 : Le(s) visage(s) de Franck, mise en scène de Charles Eric Petit), festival d'Avignon
- 2015-2018 : Le(s) visage(s) de Franck, mise en scène de Charles Eric Petit), tournée en France
- 2018 : Sauve qui peut, mise en scène d'Arnaud Aldigé, La Comédie des Suds, Cabriès/Marseille
- 2021 : Nuit blanche pour un sombr'héros, mise en scène David Fenouil, théâtre Olympe de Gouges, Montauban
- 2021 : Dernier vol pour Santa Cruz, mise en scène Arnaud Aldigé, Le 909, Saint Amans